# Ovarense Basquetebol
Ovarense Aerosoles – portugalska drużyna koszykówki, z siedzibą w Ovar. Od kilkunastu lat Aerosoles występują w najwyższej klasie rozgrywek w swoim kraju. W sezonie 2004/2005 barwy tego klubu reprezentował polski skrzydłowy Michał Ignerski.